# Escuadrón Suicida Isekai
Escuadrón Suicida Isekai (異世界スーサイド・スクワッド Isekai Sūsaido Sukuwaddo?) es una serie de televisión de anime japonesa basada en el equipo de antihéroes de DC Comics, Escuadrón Suicida de Robert Kanigher, Ross Andru y John Ostrander.
La serie está producida por el estudio Wit Studio, y es emitida por el servicio de streaming Max.

## Sinopsis
En Gotham City, asolada por el crimen, la directora de A.R.G.U.S., Amanda Waller, ha reunido a un grupo de notorios criminales para una misión: Harley Quinn, Deadshot, Peacemaker, Clayface y Rey Tiburón. Estos supervillanos de DC son enviados a un reino de otro mundo que está conectado a este mundo a través de una puerta: es un mundo de fantasía lleno de espadas y magia, donde los orcos arrasan y los dragones gobiernan los cielos y es nada más y nada menos que un "isekai".
Harley y otros hacen un alboroto después de llegar al "isekai", pero son capturados por los soldados del Reino y enviados a prisión. Sólo tienen 72 horas antes de que explote la bomba en su cuello y la fecha límite se acerca rápidamente. Después de negociaciones con la reina Aldora, la condición para la liberación fue la conquista del ejército imperial hostil y para ellos, no les queda más remedio que lanzarse de cabeza al frente de batalla. ¿Podrán Harley y los suyos dominar este reino?

## Personajes
- Dra. Harleen Quinzel / Harley Quinn

Seiyū: Anna Nagase
La ex psiquiatra del Asilo Arkham, el interés amoroso del Joker y la Señora del Caos de Gotham City. Ella posee una agilidad excepcional junto a su intelecto agudo y su comportamiento salvaje e impredecible causa estragos dondequiera que va.
- Joker

Seiyū: Yūichirō Umehara
El Príncipe Payaso del Crimen de Gotham City. Es el supervillano más impredecible que genera caos y locura con su pensamiento completamente desquiciado, un némesis de Batman. Harley lo llama cariñosamente "Puddin". En el último episodio, se revela que él se hacía pasarse por Katana (mediante el poder de cambiar de forma) para causar estragos en el otro mundo.
- Floyd Lawton / Deadshot

Seiyū: Reigo Yamaguchi
Un hábil tirador experto que nunca falla su objetivo en sus punterías. Siendo un tipo duro de naturaleza ruda y malhablada por su lenguaje malsonante, siempre lleva un guantelete en ambos brazos. Tiene una rivalidad con su antiguo compañero de celda Ratcatcher por calumniarlo y humillarlo.
- Christopher Smith / Peacemaker

Seiyū: Takehito Koyasu
Un hombre corpulento y macho enmascarado, considerado un justiciero de comportamiento violento y decidido a lograr tener la paz a toda costa. Posee un retorcido sentido de la justicia y se considera así mismo un superhéroe.
- Basil Karlo / Clayface

Seiyū: Jun Fukuyama
Un destacado actor de cine en apuros y un narcisista locuaz y hablador. Es un cambiaformas hecho de arcilla viva y puede cambiar libremente de apariencia en batalla.
- Nanaue / Rey Tiburón

Seiyū: Subaru Kimura
Un tiburón humanoide que tiene el coeficiente intelectual de un niño de jardín de infantes. Siendo un ser de alma pura e inocente, su única preocupación es satisfacer su apetito.
- Rick Flag

Seiyū: Taku Yashiro
Un soldado de élite de las fuerzas especiales estadounidenses que comanda a la Fuerza Especial X. Es ultra estoico y aunque se supone que supervisa a los antihéroes, a menudo se ve descartado por su naturaleza caótica. Fue el antiguo líder del Escuadrón Suicida original, antes de sus miembros lo traicionaran y se unieran fuerzas con el Imperio, mientras él es arrestado por el Reino. Actualmente y por petición de Waller, se une a la Fuerza Especial X para derrocar a su antiguo equipo.
- Amanda Waller

Seiyū: Kujira
Figura líder poderosa y despiadada cuyo nombre infundirá miedo en los corazones de los villanos y antihéroes. Es la fundadora original del Escuadrón Suicida y jefa de A.R.G.U.S. Está dispuesta a sacrificar las vidas de los antihéroes para lograr su propósito.
- Tatsu Yamashiro / Katana

Seiyū: Chika Anzai
Una espadachina samurái y portadora de la espada homónima maldita, cuyo poder es tomar las almas de los oponentes en su hoja afilada. Harley la considera como una figura misteriosa que se le interpone en su camino y ella fue una de los miembros originales del Escuadrón Suicida de Flag, que estos le dan dado la espalda a este último y a A.R.G.U.S. para perseguir sus propósitos malvados por el Imperio.
- Fione

Seiyū: Reina Ueda
Princesa del Reino en el otro mundo. Ama a su gente pero es demasiado tímida para hablar en contra de las órdenes de su madre, Aldora. Está fascinada por el espíritu libre de Harley.
- Aldora

Seiyū: Mamiko Noto
Reina del Reino en el otro mundo. Ella gobierna el Reino y dirige la guerra contra el Imperio con su inquebrantable majestad. A pesar de ser una gobernante temida pero amada por algunos, tiende a ser dura y estricta con Fione. Más tarde se revela que "Aldora" es en realidad la Reina Oscura, quien mató a la Aldora original para hacerse pasar por la reina y que ocasionó la guerra entre el Reino y el Imperio, con el objetivo de causar la mayor cantidad de muertes posible para volverse más fuerte.
- Cecil

Seiyū: Jun Fukushima
El caballero comandante del Reino en el otro mundo. Alguna vez conocido como el salvador del reino y fue recompensado con una armadura legendaria. Es un hombre serio, pero a la vez mundano. Es profundamente devoto de Fione y se preocupa mucho por ella.
- Otis Flannegan / Ratcatcher

Seiyū: Yōji Ueda
Ex exterminador de ratas que puede comunicarse con las ratas. Puesto que Deadshot afirma ser un viejo amigo de la prisión, este está resentido con él por las humillaciones provocadas por el propio Deadshot. Fue uno de los miembros originales del Escuadrón Suicida de Flag hasta que se libró camino para poder unirse al Imperio y desatar la conquista del Reino regido por Aldora. En su invasión al Reino con su ejército de hombres bestia, es derrotado por Deadshot cuando este destruye su cetro mágico (que manipulaba a todas las razas, incluyendo elfos y hombres bestia), haciendo que sus tropas de hombres bestia recuperen la consciencia y se rebelaran contra él.
- Clifford DeVoe / Thinker

Seiyū: Hōchū Ōtsuka
Científico brillante pero loco y con un ego enorme. Es capaz de mejorar sus habilidades y a diferencia de Ratcatcher, manipula las mentes de cualquier raza con un “Gorro de Pensamientos” que lleva en la cabeza. Fue uno de los miembros originales del Escuadrón Suicida original de Flag y tras unirse al Imperio, colabora con Katana para poder acabar con la Fuerza Especial X, pero termina siendo frustrado cuando Harley lo vence en sus pensamientos con la ayuda del Joker de sus recuerdos proyectados y en consecuencia por su fracaso, es asesinado por Katana cuando ella le decapita su cabeza.
- June Moore / Enchantress

Seiyū: Shizuka Itō
Una antigua bruja que habita en el cuerpo de una amable mujer llamada June Moone. Fue capturada por Amanda Waller ya que posee grandes poderes mágicos.
- Waylon Jones / Killer Croc

Seiyū: Tarō Kiuchi
Un humano con condiciones físicas parecidas a las de un cocodrilo. Fue uno de los miembros originales del Escuadrón Suicida de Flag y después de haber desertartado junto con sus compañeros del escuadrón (a excepción de Flag) en unirse al Imperio, este decidió conquistar el reino submarino con una súper velocidad y poder amesurado.
- Reina Oscura

Seiyū: Mamiko Noto
Una entidad oscura que asesinó a la Reina Aldora y se hizo pasar por ella. Fue la responsable de ocasionar la guerra entre el Reino y el Impero para propagar la muerte y volverse más fuerte. Ella es decapitada por Fione y Harley destruye su cabeza en pedazos.

## Doblaje
| Personaje                           | Seiyū Japón      | Actor de doblaje Estados Unidos | Actor de doblaje Hispanoamérica | Actor de doblaje España |
| ----------------------------------- | ---------------- | ------------------------------- | ------------------------------- | ----------------------- |
| Dra. Harleen Quinzel / Harley Quinn | Anna Nagase      | Karlii Hoch                     | Rocío Zarazaga                  |                         |
| Joker                               | Yūichirō Umehara | Scott Gibbs                     | Sebastián Saavedra              |                         |
| Floyd Lawton / Deadshot             | Reigo Yamaguchi  | Jovan Jackson                   | Javier Gómez                    |                         |
| Christopher Smith/ Peacemaker       | Takehito Koyasu  | Sean Patrick Judge              | Jonatán Rozas                   |                         |
| Basil Karlo / Clayface              | Jun Fukuyama     | Brandon Hearnsberger            | Martin Gopar                    |                         |
| Nanaue / Rey Tiburón                | Subaru Kimura    | Andrew Love                     |                                 |                         |
| Rick Flag                           | Taku Yashiro     | Jeremy Gee                      |                                 |                         |
| Arthur                              | Kokoa Amano      | Chaney Moore                    |                                 |                         |
| Amanda Waller                       | Kujira           | Jasmine Renee Thomas            |                                 |                         |
| Tatsu Yamashiro / Katana            | Chika Anzai      | Genevieve Simmons               |                                 |                         |
| Fione                               | Reina Ueda       | Luci Christian                  | Tamara Veppo                    |                         |
| Aldora                              | Mamiko Noto      | Patricia Duran                  |                                 |                         |
| Cecil                               | Jun Fukushima    | John Gremillion                 |                                 |                         |
| Otis Flannegan / Ratcatcher         | Yōji Ueda        | Adam Noble                      | Leonel Arias                    |                         |
| Clifford DeVoe / Thinker            | Hōchū Ōtsuka     | Jay Hickman                     |                                 |                         |
| June Moore / Enchantress            | Shizuka Itō      | Christina Kelly                 |                                 |                         |
| Waylon Jones / Killer Croc          | Tarō Kiuchi      |                                 |                                 |                         |
| Pamela Isley / Poison Ivy           | Yukari Tamura    |                                 |                                 |                         |
| Adam                                | Taito Ban        |                                 |                                 |                         |
| Wade                                | Hiroki Maeda     |                                 |                                 |                         |
| Hank                                | Masashi Yamane   | Cyrus Rodas                     |                                 |                         |
| Knoll                               | Nanako Mori      |                                 |                                 |                         |

## Producción
El anime es producida por Warner Bros. Japan en colaboración con Wit Studio, junto a Eri Osada como director, Tappei Nagatsuki y Eiji Umehara como guionistas, Naoto Hosoda como diseñador de personajes y Ken'ichirō Suehiro como compositor. El artista de manga Akira Amano proporcionó los borradores de los personajes originales. La serie se estrenó en los Estados Unidos con tres episodios el 27 de junio de 2024 en Max y Hulu, mientras que en Japón se había estrenado el 6 de julio de 2024 en Tokyo MX y BS11. El tema de apertura es "Another World" interpretado por Tomoyasu Hotei, mientras que el tema de cierre es "Go-Getters" interpretado por Mori Calliope.

### Lista de episodios
| # | Título        | Estreno              |
| --- | ------------- | -------------------- |
| 1 | «Episodio 1»  | 27 de junio de 2024  |
| Mientras el Joker y Harleen "Harley Quinn" Quinzel causan estragos en Gotham City, son atacados por agentes de A.R.G.U.S. El Joker escapa de la escena, pero Harley es derrotada y capturada por Tatsu "Katana" Yamashiro. Mientras tanto, la directora de A.R.G.U.S., Amanda Waller, supervisa la apertura de una puerta a otro mundo. Seis meses después, encarga a los reclusos de Belle Reve Harley, Floyd "Deadshot" Lawton, Basil "Clayface" Karlo, Christopher "Peacemaker" Smith y Rey Tiburón que ingresen para recolectar recursos e implanta bombas de tiempo en sus cuellos que explotarán en 72 horas a menos que reciban una señal de ella regularmente para desalentar cualquier intento de escape. Además, chantajea a Deadshot amenazando a su hija, para su rencor. Cuando el escuadrón ingresa a la puerta, su helicóptero se estrella en un mundo que Clayface llama "isekai" antes de que sean emboscados por orcos y un ejército humano, a ninguno de los cuales pueden entender. A pesar de repeler a los orcos, son capturados por el ejército y llevados a una fortaleza preventiva. En otro lugar, Katana y varios supervillanos hablan con una figura misteriosa. |               |                      |
| 2 | «Episodio 2»  | 27 de junio de 2024  |
| Una corte real discute la guerra actual y sus prisioneros. La reina Aldora despide tanto a los campesinos hambrientos como a la presencia del escuadrón, pero la princesa Fione cree que esto último puede ser útil y ordena a su caballero de élite Cecil que los traiga ante ella. Mientras tanto, tras el encarcelamiento del escuadrón, Clayface intenta escapar, pero los guardias le ponen esposas mágicas que anulan sus poderes. Más tarde, se encuentran con un soldado de élite de A.R.G.U.S. llamado Rick Flag, quien revela que los conoce, que están destinados a servir como el "Escuadrón Suicida" de Waller, que sus predecesores desaparecieron hace seis meses y que él sabe de un área donde pueden recibir la señal de Waller. Bajo la amenaza de sus bombas de tiempo, Clayface libera a los otros reclusos mientras el escuadrón inicia un motín y toma con éxito el control de la prisión. Sin embargo, son reenfrentados por el ejército que los arrestó. |               |                      |
| 3 | «Episodio 3»  | 27 de junio de 2024  |
| Antes de que el escuadrón pueda luchar contra el ejército, Flag los detiene e intenta razonar con Cecil usando palabras malsonantes que aprendió de los prisioneros orcos. A pesar de sentirse insultado por esto, Cecil sigue las órdenes de Fione. Pronto conocen a Aldora y Fione, la última de las cuales se parece a Harley. Después de que Aldora lanza un hechizo de traducción para facilitar el contacto, Flag confiesa que su escuadrón anterior escapó y se convirtió en generales de las fuerzas enemigas. Ella exige que el escuadrón sea ejecutado hasta que Peacemaker la convenga de que les permita asumir una misión en su lugar. Ella acepta con la condición de que Flag permanezca encarcelado hasta que la misión tenga éxito. Después de que el escuadrón recupera su equipo, aprovechan la pelea de Cecil con un ejército de hombres lobo para colarse en la fortaleza de los hombres lobo, donde se encuentran con Otis "Ratcatcher" Flannegan, quien guarda rencor contra Deadshot por calumniarlo y humillarlo cuando estaban juntos en prisión. Usando un cetro mágico, toma el control de una manada de hombres lobo para buscar venganza. Aunque el escuadrón derrota a los hombres lobo, Katana rescata a Ratcatcher, quien pretende controlar un ejército diferente para matar al escuadrón. |               |                      |
| 4 | «Episodio 4»  | 4 de julio de 2024   |
| En un flashback, una joven Fione se escabulló del castillo para hacerse amiga de los campesinos, solo para que murieran en la guerra. En el presente, Aldora se niega a liberar al escuadrón a pesar de su victoria porque destruyeron la fortaleza enemiga por el comportamiento impulsivo del escuadrón. Mientras Fione visita al escuadrón en su celda, Harley la reprende por recordarle a la ex su antiguo yo. Mientras Cecil explica cómo la guerra en la que está involucrado el reino de Aldora ha durado décadas, especialmente después de que los elfos y los hombres bestia los traicionaran, Ratcatcher toma el mando de un ejército de hombres bestia y se acerca al castillo. Harley recluta a los prisioneros de Aldora para ayudar al escuadrón, pero Deadshot destruye el cetro de Ratcatcher, lo que hace que su ejército lo traicione y luego se rinda. Como recompensa, Cecil libera al escuadrón, que se va a recibir la señal de Waller con doce horas restantes en sus bombas. El reino celebra, aunque Aldora está disgustada por esta situación descabellada del escuadrón. |               |                      |
| 5 | «Episodio 5»  | 11 de julio de 2024  |
| El escuadrón llega al portal que está en el cielo, a tiempo para que las bombas se reinicien, lo que les da 72 horas extra de bonificación. Siguen ayudando al reino de Aldora, pero Deadshot se queda sin balas. Flag dice que su helicóptero, que quedó estrellado en una montaña, tiene más armamento. En el camino, se detienen y se divierten con los ex prisioneros, que quedaron a cargo de la fortaleza, y Harley adquiere un sartén mágico que puede expandirse en tamaño. Encuentran un dragón que hizo un nido en el helicóptero y los ataca. Harley usa la sartén para desviar su aliento de fuego y Peacemaker lo distrae robando su huevo, mientras que Deadshot lo tira de la montaña con un lanzacohetes. El huevo eclosiona y el bebé dragón se imprime en Harley, quien lo llama Arthur. Flag contacta en secreto a Waller y le informa de la situación; ella le dice que mate a los traidores del escuadrón anterior. Después de cargarse con mucho armamento, el escuadrón regresa con Arthur a la fortaleza, pero la encuentran quemada hasta los cimientos con Julianne "Enchantress" Moore y Clifford "Thinker" DeVeo asomándose en el cielo. |               |                      |
| 6 | «Episodio 6»  | 18 de julio de 2024  |
| Después de encontrar a todos sus amigos de la prisión ejecutados por elfos con lavado de cerebro, el escuadrón lucha contra Enchantress y Thinker. Rey Tiburón es arrojado a un lago donde es golpeado por Waylon "Killer Croc" Jones y un monstruo marino. Thinker hace que Deadshot, Clayface y Peacemaker experimenten pesadillas, luego les dispara con un arma después de que Enchantress desaprueba hacerlos sufrir y esta le pide a Harley que se una a ellos, pero ella se niega. Flag fanfarronea que puede hacer que sus bombas exploten, pero los tres villanos lo desmienten y se van de la escena. Harley descubre que Deadshot, Clayface y Peacemaker todavía están vivos y por su fracaso, el escuadrón es encerrado y Aldora declara que serán ejecutados para disuadir la incompetencia. Al encontrar esto de manera injusta, Fione y Cecil los liberan y les proporcionan un carruaje. El escuadrón decide llevar la lucha a los villanos, mientras que Thinker encuentra el portal y erige una torre para llegar a él. |               |                      |
| 7 | «Episodio 7»  | 25 de julio de 2024  |
| Con unas horas restantes en sus bombas, el escuadrón descubre que Thinker construyó una torre y fortaleza alrededor del portal y está custodiado por Katana y los elfos con un lavado de cerebro. Clayface se infiltra en la fortaleza e imita a Thinker para mantener distraída a Katana, mientras que los otros distraen a los elfos y Peacemaker captura a uno y lo tortura hasta la muerte, lastimando a los otros elfos porque Thinker vinculó sus mentes. Harley se involucra con Thinker y este entra en su mente, ve su recuerdo de Joker seduciendo a Harley (como la Dra. Harleen Quinzel), pero esta toma el control y hace que el Joker del recuerdo ataque a Thinker, distrayéndolo lo suficiente para que Harley lo noqueé. Con su derrota, los elfos son liberados del control mental y la fortaleza y la torre colapsan. Katana, que golpeó a Clayface, decapita a Thinker por su fracaso y reclama su Gorro de Pensamientos. Harley lucha contra ella (con Clayface convirtiéndose en una espada para su uso) y le rompe la naginata de Katana y le quita la máscara, pero ella se escapa. Las bombas se reinician y el escuadrón celebra haciendo que Arthur queme la bandera enemiga. Cuando el reino recibe la noticia de la victoria del escuadrón, una furiosa Aldora ordena que traigan al escuadrón vivo o muerto, horrorizando y confundiendo a Fione y Cecil. |               |                      |
| 8 | «Episodio 8»  | 1 de agosto de 2024  |
| El escuadrón es invitado a regresar al castillo, pero Aldora y su corte se niegan a agradecerles por sus victorias. Un noble, ordenado por Aldora antes de la llegada del escuadrón, habla en contra de ellos y abofetea a Harley, lo que resulta en que Rey Tiburón, enfurecido, se lo devore. Aldora en respuesta, arresta a Rey Tiburón y sentencia a que será ejecutado, para finalmente, exiliar al resto del escuadrón fuera del Reino. Fione intenta disculparse con el escuadrón, pero Harley la regaña por no ayudarlos a defenderlos de su defensa y deja su bate de béisbol atrás. El escuadrón se deprimido se emborracha en un bar, pero los ánimos y el comportamiento se descontrolan y comienzan una pelea en el bar. Al día siguiente, Flag se comunica con Waller para reiniciar las bombas, pero cuando él le cuenta lo que sucedió, ella las declara misiones fallidas y detona la bomba de Clayface. Flag se enfurece y regaña a Waller, pero ven que el castillo está en llamas. Waller dice que tienen 24 horas para salvar la situación o detonará las demás de sus miembros. Después de que termina la llamada, Clayface se regenera, para sorpresa y conmoción del escuadrón. Flag lidera al escuadrón en el rescate de Rey Tiburón y el castillo. Hace unas dos horas atrás, Fione trata de visitar la habitación de Aldora para suplicar por la vida de Rey Tiburón, pero se horroriza al ver que el reflejo de Aldora en su espejo era el de un monstruo, mientras esta maldice al escuadrón por entrometerse en sus planes. |               |                      |
| 9 | «Episodio 9»  | 8 de agosto de 2024  |
| Un ministro usa el Gorro de Pensamientos de Thinker para lavar el cerebro de varios caballeros y ponerlos en contra de los demás. Fione poco a poco descubre que la verdadera Aldora fue asesinada y reemplazada por la Reina Oscura, que pretende propagar la muerte en todo el Reino, antes de que Cecil la rescate. Cansada de acobardarse, Fione asume el maquillaje y el bate de béisbol de Harley antes de noquear al ministro, poniendo fin a su control. Mientras el Reina Oscura convoca esqueletos para atacar a los súbditos de Aldora e inunda el castillo, Killer Croc ataca a Fione, pero Rey Tiburón logra escapar de su celda e intercepta el ataque. El resto del escuadrón pronto llega para luchar contra la Reina Oscura y el escuadrón rebelde. La Reina Oscura pide ayuda a Enchantress, pero Arthur tiene un estirón y se une a Cecil para ayudar a Harley y Deadshot a luchar contra ella. Usando una gema mágica para mejorar su arma, Harley derrota a Enchantress antes de interrogarla, deduciendo que ella impidió que Thinker matara a los demás y está sirviendo a la Reina Oscura porque alguien que le importa está siendo rehén. Mientras tanto, Katana atrae a Clayface y Flag a un esqueleto gigante, donde una mujer parecida a Enchantress está retenida en una burbuja mágica. |               |                      |
| 10 | «Episodio 10» | 15 de agosto de 2024 |
| Flag y Clayface rescatan a la mujer y Katana destruye el esqueleto, pero Enchantress siente lo que siente y se vuelve loca de dolor. Peacemaker convence al monstruo marino de que se vuelva en contra de Killer Croc y se lo coma entero. Cecil está herido y le da su armadura encantada a Deadshot, otorgándole habilidades mejoradas. Enchantress se fusiona con la mujer y ahora que es libre, le devuelve el favor al escuadrón luchando contra los esqueletos. Deadshot equipa al resto del escuadrón, excepto a Flag con piezas de la armadura, mejorando sus poderes mientras luchan contra la Reina Oscura. Harley y Fione se aprovechan para distraer a la Reina Oscura disfrazándose entre sí, lo que permite que Fione la decapite y que Harley le rompa la cabeza en pedazos. Fione finalmente toma posesión del trono y recompensa al escuadrón con un festín. Flag llama a Waller para informarle lo que sucedió y que Katana desapareció. Confundida, Waller le dice que Katana estuvo con ella todo el tiempo y se revela que el Joker entró al otro mundo en algún momento y obtuvo el poder de cambiar de forma, haciéndose pasar por Katana y otros para manipular la guerra mediante su propia diversión. |               |                      |